# Port des Sables-d'Olonne

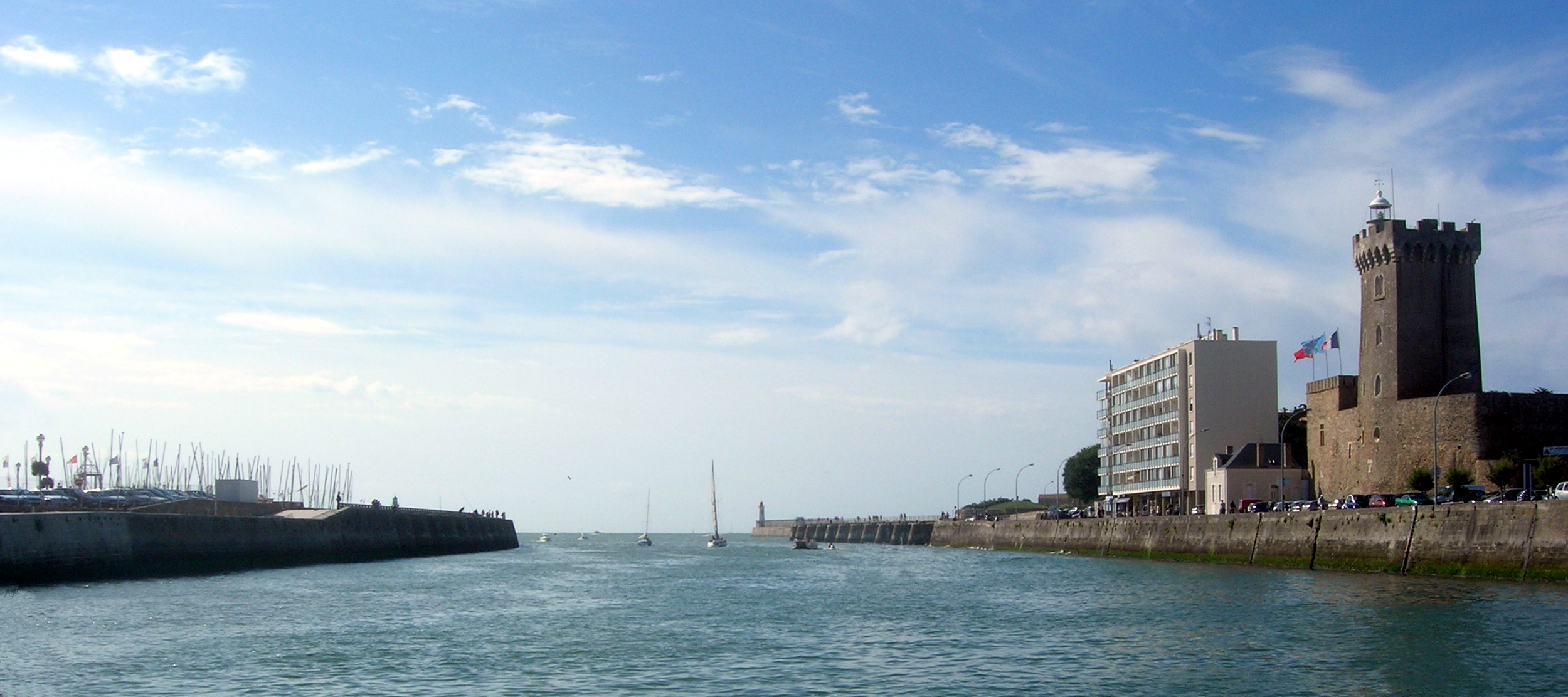
Le chenal d'accès du port et le phare de la Chaume sur la tour d'Arundel

Le port des Sables-d'Olonne, dont les installations professionnelles sont gérées par la Chambre de commerce et d'industrie de la Vendée, cumule les trois types d'activités d'un port de taille moyenne. Son entrée étant réputée difficile, il est doté de plusieurs feux de navigation : le phare des Barges en mer, le phare de l'Armandèche, le phare de La Potence et le phare de La Chaume.

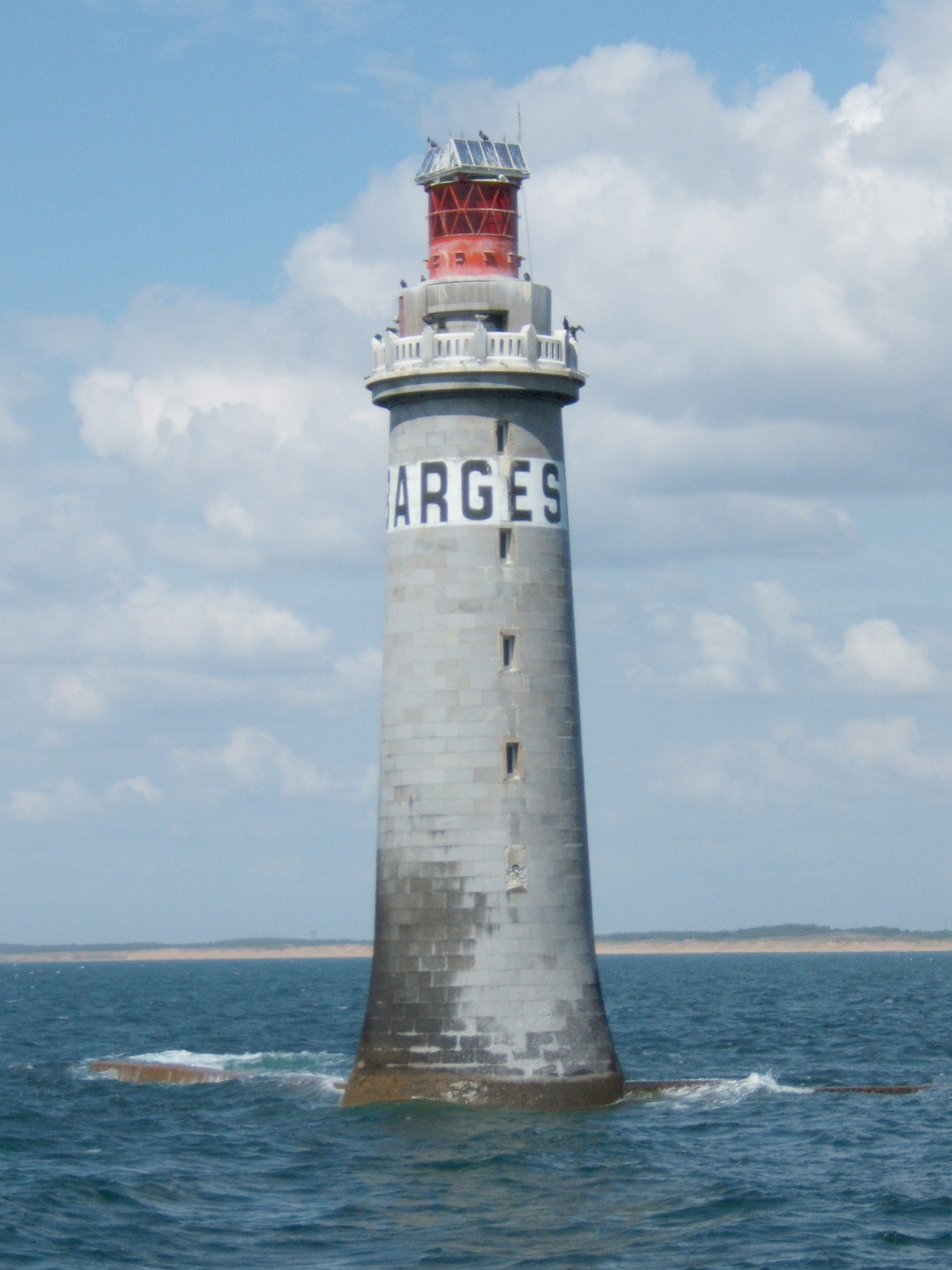
Phare des Barges

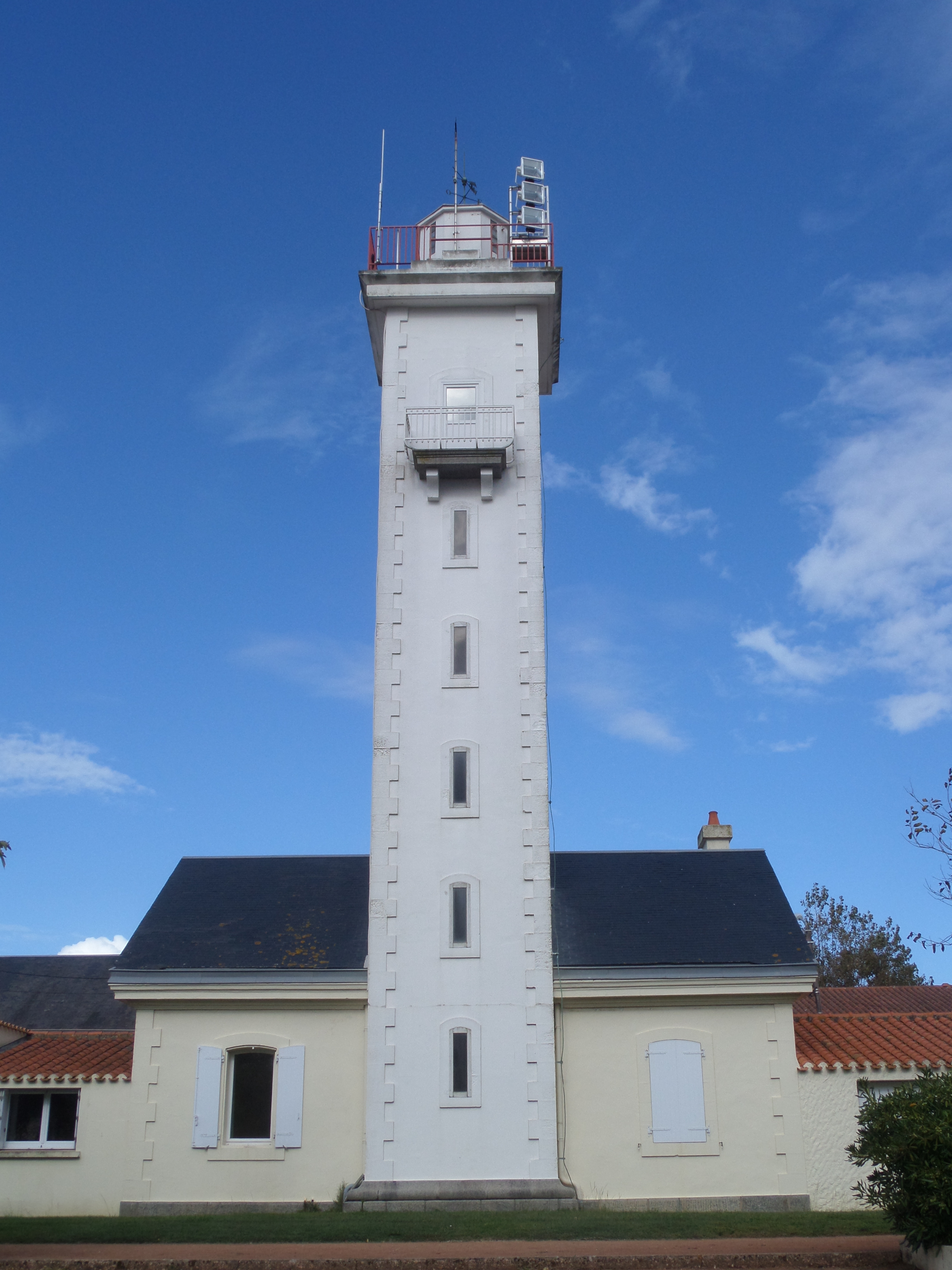
Phare de la Potence

## Le port de commerce
Les infrastructures permettent la réception de cargos de 110 mètres pour 4 500 tonnes de port en lourd, avec un tirant d'eau pouvant aller jusqu'à 6,50 m.
Le port voit son activité fournie principalement par le traitement de sables extraits en mer par des bateaux sabliers. Avec un volume de 426 000 tonnes en hausse sur 2003, c'est le premier trafic du port, suivi par les céréales pour 199 000 tonnes, et les engrais.
Hors agrégats, le port subit une érosion de ses échanges, avec 123 cargos réceptionnés en 2004 pour 146 l'année précédente.
|         | 2003    | 2004    | 2005    | 2006    | 2007 |
| ------- | ------- | ------- | ------- | ------- | ---- |
| Entrées | 506 452 | 542 235 | 556 597 | 621 160 |      |
| Sorties | 240 009 | 237 242 | 275 799 | 212 347 |      |
| Total   | 746 461 | 779 477 | 832 396 | 833 507 |      |

Le port abrite par ailleurs une liaison fret permanente avec l'île d'Yeu, ainsi qu'une liaison passagers saisonnière. En 2004, 20 296 passagers empruntaient cette ligne.

## Le port de pêche
Le port de pêche abrite une flottille de 68 bateaux employant 200 marins avec une prédominance de chalutiers de fond.
Au XVIIe siècle, les Sables-d'Olonne armaient principalement pour la morue. Dans les années 1960, la sardine et le thon dominaient. En 2016, l'activité est plus diversifiée et les principales espèces débarquées sont le merlu, la sole, le merlan, le bar, les seiches et encornets ainsi que le thon rouge.
|                 | 2002      | 2003      | 2004      | 2005      | 2013     | 2014     | 2015     | 2016     |
| --------------- | --------- | --------- | --------- | --------- | -------- | -------- | -------- | -------- |
| Tonnage         | 5 901 t   | 6 605 t   | 6 415 t   | 6 000 t   | 7 194 t  | 8 249 t  | 8 428 t  | 8 735 t  |
| Chiffre affaire | 22,5 M.€  | 23,3 M.€  | 25,4 M.€  | 25,8 M.€  | 36,7 M.€ | 38,4 M.€ | 42,4 M.€ | 44,6 M.€ |
| Prix moy/kg     | 3,98 €/kg | 3,53 €/kg | 3,94 €/kg | 4,29 €/kg |          |          |          |          |

Le volume 2003, bien qu'en hausse sur l'année précédente, est inférieur à la moyenne des dix années écoulées.

## Le port de plaisance
Depuis 1979, la ville s'est équipée d'un vrai port de plaisance, Port Olona. De 666 places à l'origine, il est passé à 1 100 anneaux en 1988. C'est le plus grand port de plaisance de Vendée. Le bassin, qui peut accueillir des bateaux jusqu'à 30 m. de long et 4 m. de tirant d'eau, est complété par un programme immobilier ainsi que par une zone artisanale.
En 2007 des pontons pour la plaisance ont été installés face aux quais du port de pêche, dégageant 115 nouvelles places.
La ville, présente dans l'organisation d'événements nautiques, voit le départ ou l'arrivée de plusieurs courses au large d'envergure, telles que :
- Le Vendée Globe
- Les Sables-Horta-Les Sables, course océanique de Class40
- Les Sables-les Açores (Horta)-Les Sables, course océanique de Mini 6.50, Classe Mini
- Une étape de la Solitaire du Figaro
- La Course Croisière EDHEC